# A Tale of the West (film 1913)
A Tale of the West è un cortometraggio muto del 1912 diretto da Al Christie (come Al E. Christie).

## Produzione
Il film fu prodotto dalla Nestor Film Company.

## Distribuzione
Distribuito dall'Universal Film Manufacturing Company, il film uscì nelle sale cinematografiche USA il 26 dicembre 1913.